# NGC 3281C
NGC 3281C is een lensvormig sterrenstelsel in het sterrenbeeld Luchtpomp. Het hemelobject werd op 2 mei 1834 ontdekt door de Britse astronoom John Herschel.

## Synoniemen
- 375-63
- MCG -6-23-53
- PGC 31173